# Trogir

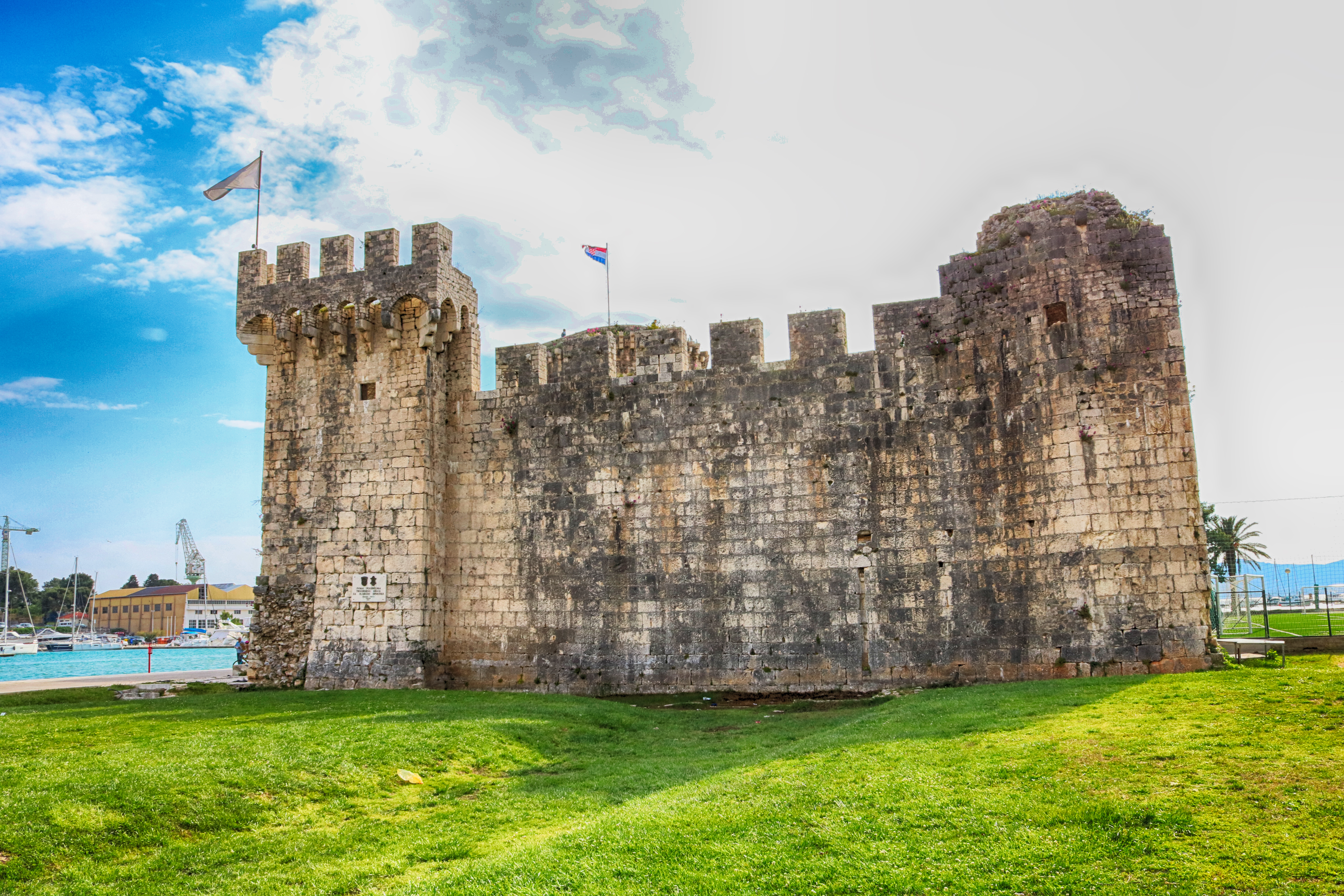
Fort Kamerlengo

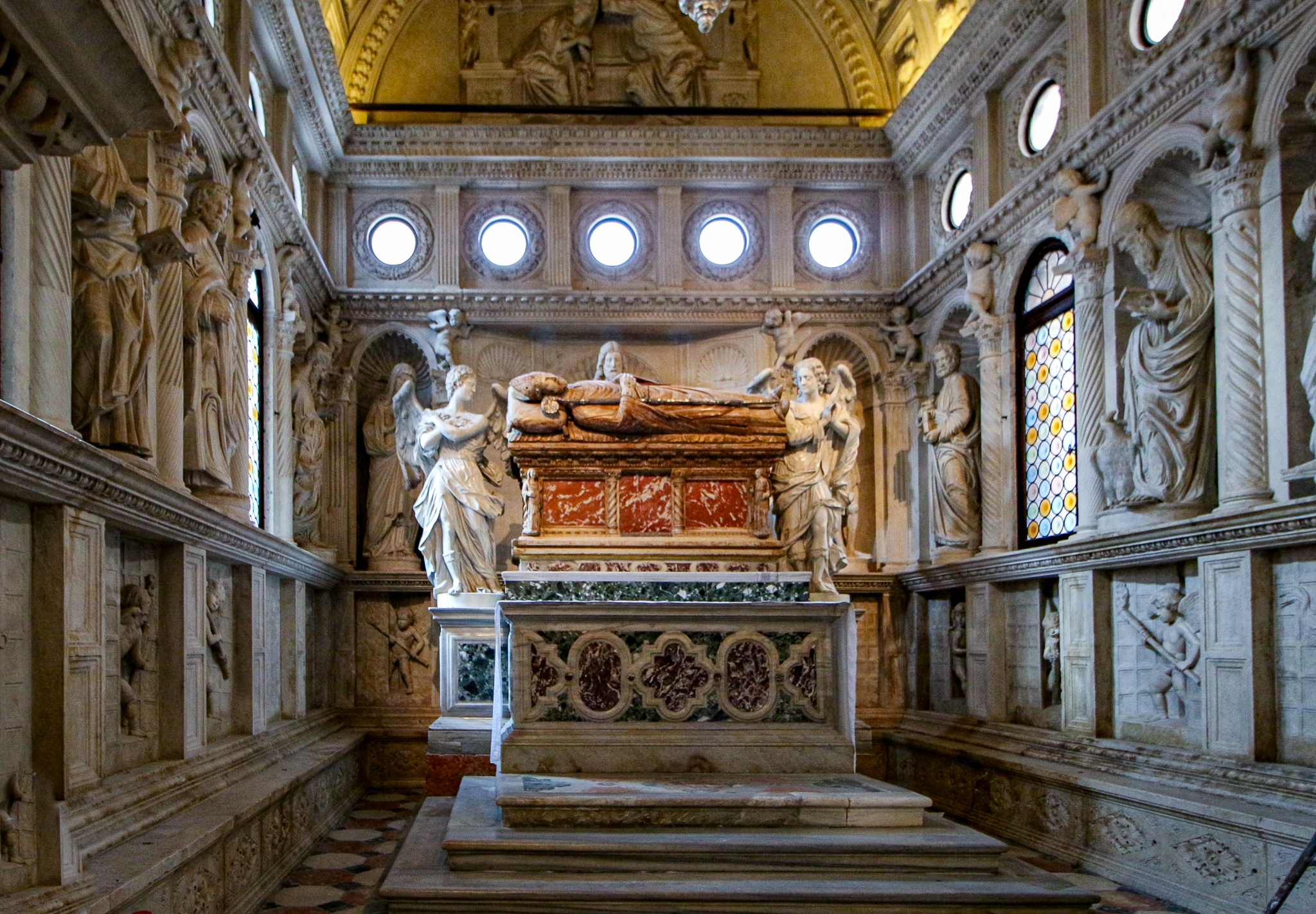
De kapel van Johannes van Ursini in de kathedraal

Trogir (Italiaans en Venetiaans: Traù; Dalmatiaans: Tragur; Duits en Hongaars: Trau; Latijn: Tragurium; Oudgrieks: Τραγύριον of Tragyrion en Τραγούριον of Tragoúrion) is een stad en een haven aan het einde van de baai van de Kaštela, 27 km gelegen van Split. De oude kern is gesitueerd op een klein eiland tussen het vasteland en het eiland Ciovo.
Verschillende periodes in de geschiedenis hebben hun sporen achtergelaten. Prehistorische overblijfselen, klassieke kunst, oude christelijke en oude Kroatische kunst zijn hier versmolten, en zorgen voor een harmonie van vormen en inhoud. Het is een stadsmuseum en is het best bewaarde romaans-gotische complex in Centraal-Europa. De middeleeuwse kern is omgeven door muren, en omvat een bewaard kasteel met toren, en verschillende woningen en paleizen. De kerk van Sint-Laurentius is het meest uitgesproken werk uit de romaans-gotische stijl in het land. De wijdere omgeving rond Trogir karakteriseert zich door zijn groene vegetatie, verschillende eilandjes, rots- en kiezelstranden. Animatie in Trogir omvat onder andere levendige vissersnachten en folkloreshows, maar ook klassieke concerten in speciale decors in de stad. Het historisch centrum van de stad is in 1997 op de Werelderfgoedlijst van UNESCO geplaatst.

## Geschiedenis
Trogir is in de 3e eeuw v.Chr. gesticht door Griekse kolonisten, onder de naam Tragurion. In de Romeinse tijd ontwikkelde het zich onder de naam Tragorium Civium Romanorum tot een belangrijke havenstad.
In de 9e eeuw n.Chr. kwam Trogir onder Kroatische overheersing. In 1123 werd de stad veroverd en vrijwel volledig vernietigd door de Saracenen. Daarvan herstelde Trogir echter weer snel. In de 12e en 13e eeuw beleefde de stad grote economische bloei. In 1241 vond koning Béla IV van Hongarije zijn toevlucht in Trogir, toen hij werd opgejaagd door de Tataren.
In 1420 brak een lange periode van Venetiaanse overheersing aan. Toen Venetië in 1797 viel, werd Trogir onderdeel van Oostenrijk-Hongarije. Die periode duurde tot het uitbreken van de Eerste Wereldoorlog in 1918, met uitzondering van een Franse bezetting van 1806 tot 1814.
Na de Eerste Wereldoorlog ging Trogir deel uitmaken van het Koninkrijk van Serviërs, Kroaten en Slovenen dat toen werd opgericht. Dit koninkrijk ging in 1929 Joegoslavië heten. Gedurende de jaren 1941 – 1944 maakte de stad deel uit van Italië, maar na de Tweede Wereldoorlog kwam het weer in bezit van Joegoslavië. Sinds 1991 maakt de stad deel uit van Kroatië.

## Cultureel erfgoed
De Griekse, Romeinse en Venetiaanse geschiedenis van Trogir is zichtbaar in de vele kerken, paleizen en torens die het oude centrum rijk is. Deze architectuur is in zeer goede staat bewaard gebleven. In 1997 werd het centrum van Trogir daarom integraal op de UNESCO-werelderfgoedlijst geplaatst.
De belangrijkste historische locaties zijn:
- Het historische centrum met ongeveer 10 kerken en verschillende 13e-eeuwse gebouwen;
- De 17e-eeuwse stadspoort en de 15e-eeuwse stadsmuur;
- De 13e-eeuwse Sint-Janskathedraal.

## De Kathedraal van Sv. Lovro (Laurentius)
De kathedraal is een van de mooiste voorbeelden van de romaanse en gotische architectuur in Kroatië. Opmerkelijk is de hoofdpoort, een meesterwerk in de romaanse beeldhouwkunst door Majstor Radovan (1240). De kathedraal met zijn rijk interieur is een van de mooiste renaissancemonumenten in Kroatië; de kapel van Johannes van Ursini gemaakt door Nikola Firentinac, een preekstoel uit de 13e eeuw, een gotische sarcofaag, een aantal afbeeldingen van oude meesters en een rijke collectie kerkelijke gewaden en kleding. De klokkentoren van de kathedraal is het beste voorbeeld van de vermenging van bouwstijlen in Dalmatië. Elke verdieping is gemaakt in een verschillende stijl, van romaans tot laat renaissance.

## Het fort Kamerlengo
Het fort is gelegen op het einde van het westelijk gedeelte van Trogir, aan het eind van de waterkant. Het fort werd gebouwd van 1420 tot 1437. Het werd gebruikt als huisvesting voor de Venetiaanse militairen. De naam is afkomstig van de klerk, camerlengo (camerariusu), de Venetiaanse kassier.

## Economie
In de jaren zeventig van de 20e eeuw kwamen het toerisme en de scheepsbouw in Trogir tot ontwikkeling. Inmiddels wordt de helft van het inkomen van Trogir verdiend in het toerisme. Daarnaast zijn landbouw en visserij belangrijke bronnen van inkomen.

## Klimaat
De winden bura en jugo zorgen voor bijzondere klimatologische omstandigheden. De uit het noordoosten waaiende bura blaast de hemel schoon, maar zijn hevige windstoten worden op onbeschutte plekken door zowel zeelieden als automobilisten gevreesd. De jugo brengt zwoele, hete lucht uit het zuiden en soms ook hevige onweers- en regenbuien.